# Andreas Burnier
Pour les articles homonymes, voir Burnier.
Andreas Burnier, nom de plume de Catharina Irma Dessaur, née à La Haye le 3 juillet 1931 et morte à Amsterdam le 18 septembre 2002, est une criminologue, romancière, poétesse et essayiste néerlandaise.

## Biographie
Elle naquit de parents juifs libéraux.  Durant la Seconde Guerre mondiale, séparée de ses parents, elle vécut cachée à seize adresses différentes pendant trois ans (1942-1945).  Elle utilisait alors le nom de Ronnie van Dijk, dont elle continua à porter le prénom le reste de sa vie.  Après la libération, elle retrouva ses parents et grands-parents à Scheveningen.
Elle étudia la philosophie à Amsterdam et à Paris, des études qu'elle termina à Leyde, où elle étudia également les mathématiques.  Après avoir reçu son diplôme cum laude avec une thèse socio-criminologique, elle devint professeur de criminologie à l'université de Nimègue, où elle prit sa retraite en 1988, recevant le titre de professeur émérite.
Le 9 avril 1953, à Amsterdam, Dessaur se maria avec Johannes Emanuel Zeijlmans van Emmichoven (1926-2008), éditeur, dont elle eut un fils et une fille.  Ce mariage fut dissous dans la même ville le 16 janvier 1964.  En 1983, Burnier entama une relation avec la bibliothécaire Ineke van Mourik (née en 1949).
À une époque où l'on renonçait à toute critique sur la position de la femme dans l'islam par crainte d'encourager le racisme, Burnier était l'une des premières féministes qui, comme en témoigne une interview avec Ischa Meijer, publiée en novembre 1983 dans De Volkskrant, considérait la religion musulmane, de plus en plus invasive partout dans le monde, comme un problème plus considérable pour la situation des femmes que l'homme, le capitalisme ou le communisme.
En outre, elle s'opposait avec acharnement à l'idée du socialisme d'État, éprouvant une haine viscérale des structures patriarcales et autoritaristes.  Comme les thèmes de son œuvre littéraire sont souvent controversés (le féminisme, l'érotisme gay, l'anti-euthanasie…) et qu'elle se tourne contre la pensée exclusivement matérialiste et rationnelle, la critique s'est généralement concentrée sur le contenu de ses œuvres, et, quant à son travail, les avis sont extrêmement partagés.  Néanmoins, en 1987, elle reçut le prix Busken-Huet pour ses Essays 1968-1985 (Essais 1968-1985) et, en 1991, on lui conféra l'Ordre du Lion néerlandais.

## Œuvre
En 1965, Burnier publia son premier roman, Een tevreden lach (Un sourire satisfait), pour lequel elle reçut le prix Lucy-B.-et-C.W.-van-der-Hoogt.
Après ce premier roman, tous les deux ou trois ans parut soit un autre roman soit un recueil de nouvelles ou d'essais, quinze au total.  Avec les romans Het jongensuur (L'Heure des jeunes garçons, de 1969) et De huilende libertijn (Le Libertin en larmes, de 1970), elle fit grand bruit car, dans ses œuvres, elle thématise, entre autres, le malheur d'être né dans un corps de femme.
Burnier croit que la littérature est largement déterminée par la forme et, dans une moindre mesure, par le contenu.  Bien que son œuvre contienne de fortes caractéristiques autobiographiques, autant que possible, elle tente de la rendre plus abstraite en se concentrant sur la forme.  Selon elle, la réalité est inconnaissable en termes absolus.  À cet égard, elle choisit une position néoplatonicienne.  Dans la quasi-totalité de son œuvre, ce qui importe est le développement de la conscience individuelle.  Elle formule ses vues à ce sujet dans son recueil d'essais De zwembadmentaliteit (La Mentalité de la piscine, de 1979) : l'homme développe sa conscience de l'ego et la capacité d'analyse, mais au détriment de la conscience plastique naturelle de l'enfant.  Elle transpose ses idées dans une forme littéraire dans le roman De litteraire salon (Le Salon littéraire, de 1983).  Les contraires que représentent l'art et la science, le masculin et le féminin, causent des tensions qui pourraient être résolues ou se mettre en harmonie à un niveau supérieur.
En raison de ses expériences pendant la guerre, elle prit du recul par rapport à ses origines mais, vers 1989 - l'année de la mort de son père -, elle développa un intérêt passionné pour celles-ci, qui conduisit à son retour au judaïsme et à l'affiliation à la Communauté juive libérale (Liberaal Joodse Gemeente) d'Amsterdam.  Jusque-là, son roman Het jongensuur, qui traite de la période dans la clandestinité, fut son seul livre faisant explicitement référence à son identité juive.  Dans son dernier roman, De wereld is van glas (Le monde est fait de verre, de 1997), le judaïsme joue même un rôle principal,.

## Jongensuur(1969) - un fragment traduit
Dans son roman autobiographique Jongensuur (L'heure des garçons, 1969), Burnier décrit l'expérience de guerre d'une jeune fille juive cachée aux Pays-Bas et son désir d'être un garçon.
| Het verbaasde mij dat zoveel mensen een man waren in dit leven, en dat juist ik een meisje moest zijn. Het was een kwestie van geluk. Je had bij je geboorte vijftig procent kans dat je een jongen werd. Waarom had ik pech? Ongelooflijke schoften, zoals de duitsers, moordenaars, NSB'ers, hele domme jongens zoals Koos Westra, saaie zoals Hein ter Heide, het waren toch allemaal mannen. Veel meisjes kon het niet schelen dat ze gekke kleren moesten dragen die je het spelen beletten. Dat ze later hun hele leven het domste en saaiste werk zouden moeten doen in een huis, als ze wilden trouwen. Mij wel. | Cela m'a surpris qu'autant de gens soient des hommes dans cette vie et que moi, justement je doive être une fille. C'était une question de chance. À votre naissance, vous aviez cinquante pour cent de chances d’être un garçon. Pourquoi n’ai-je pas eu de chance ? Des canailles incroyables, comme les Allemands, des meurtriers, des membres du NSB, des garçons très stupides comme Koos Westra, des ennuyeux comme Hein ter Heide, c'étaient tous des hommes quand même. Beaucoup de filles ne se souciaient pas de devoir porter des vêtements étranges qui les empêchaient de jouer. Que plus tard, ils devraient faire le travail le plus stupide et le plus ennuyeux dans une maison toute leur vie s'ils voulaient se marier. Moi je m'en souciais. |

## Prix et récompenses
- Prix J. Greshoff, en 1980, pour De zwembadmentaliteit (La mentalité de la piscine).
- Prix Annie Romein, en 1983, pour l'ensemble de son œuvre[7].

## Ressources